# Лоритсон, Питер
Питер Джеймс Лоритсон (англ. Peter James Lauritson) — американский продюсер и режиссёр, который впервые начал работать над франшизой «Звёздный путь» с фильма «Гнев Хана». Затем он стал продюсером телесериала «Следующее поколение» и руководящим продюсером телесериалов «Глубокий космос 9», «Вояджер» и «Энтерпрайз».
Лоритсон снял три эпизода «Звёздного пути», включая «Внутренний свет», удостоенный премии «Хьюго», а также был режиссёром второго блока двух его фильмов.

## Биография
Питер Джеймс Лоритсон начал работать во франшизе «Звёздного пути» в 1981 году, когда выполнял некоторую предварительную подготовку к съёмкам фильма «Гнев Хана».
В 1986 году он принял участие в разработке телесериала «Следующее поколение», где стал ассоциированным продюсером. В шестом сезоне его повысили до главного продюсера. Во время работы над «Следующим поколением», он дебютировал в качестве режиссёра в эпизоде «Внутренний свет», а также был режиссёром первой части эпизода из двух частей, «Гамбит».
«Внутренний свет» считается одним из самых популярных эпизодов «Следующего поколения», а Лоритсон вместе с Морганом Генделем и Питером Алланом Филдсом в 1993 году получил премию «Хьюго» за лучшую постановку, что стало первой из двух премий «Хьюго», полученных телесериалом. В 2007 году, этот эпизод был назван Entertainment Weekly третьим лучшим в «Следующем поколении».
Лоритсон был руководящим продюсером телесериалов «Глубокий космос 9», «Вояджер» и «Энтерпрайз». Его третий и последний режиссёрский вклад в «Звёздный путь», был в эпизоде «Вояджера», «Происхождение». Он также был сопродюсером всех фильмов «Следующего поколения», от «Поколений» до «Возмездия» и режиссёром второго блока в фильмах «Первый контакт» и «Восстание».
Лоритсон был одним из девяти продюсеров, номинированных на премию «Эмми» в категории «Лучший драматический сериал» за «Следующее поколение» в 1994 году.